# 2010년 FIFA 월드컵 E조
2010년 FIFA 월드컵 E조의 경기는 2010년 6월 14일부터 6월 24일까지 치러졌다. E조에는 네덜란드, 덴마크, 일본, 그리고 카메룬이 편성되었다.

## 요약
E조에 편성된 4팀은 모두 FIFA 월드컵 본선에서 단 한번도 맞대결을 벌인 적이 없었다. 이 조 1위를 차지한 네덜란드는 F조 2위 슬로바키아를, E조 2위를 차지한 일본은 F조 1위 파라과이와의 대결이 성사되었다. 네덜란드는 대회에서 가장 먼저 조별 리그를 통과한 국가이며, 반대로 카메룬은 대회 첫 탈락국이다. 양국 모두 2010년 6월 19일 덴마크와 카메룬의 경기에서 덴마크가 2-1로 이기는 것으로 네덜란드와 카메룬의 다음 라운드 진출 여부가 가려졌다.
| 팀       | 전 | 승 | 무 | 패 | 득 | 실 | 차 | 점 |
| -------- | -- | -- | -- | -- | -- | -- | -- | -- |
| 네덜란드 | 3  | 3  | 0  | 0  | 5  | 1  | +4 | 9  |
| 일본     | 3  | 2  | 0  | 1  | 4  | 2  | +2 | 6  |
| 덴마크   | 3  | 1  | 0  | 2  | 3  | 6  | −3 | 3  |
| 카메룬   | 3  | 0  | 0  | 3  | 2  | 5  | −3 | 0  |

- 모든 시간은 남아프리카 표준시를 따른다. (UTC+2)

## 네덜란드 vs 덴마크

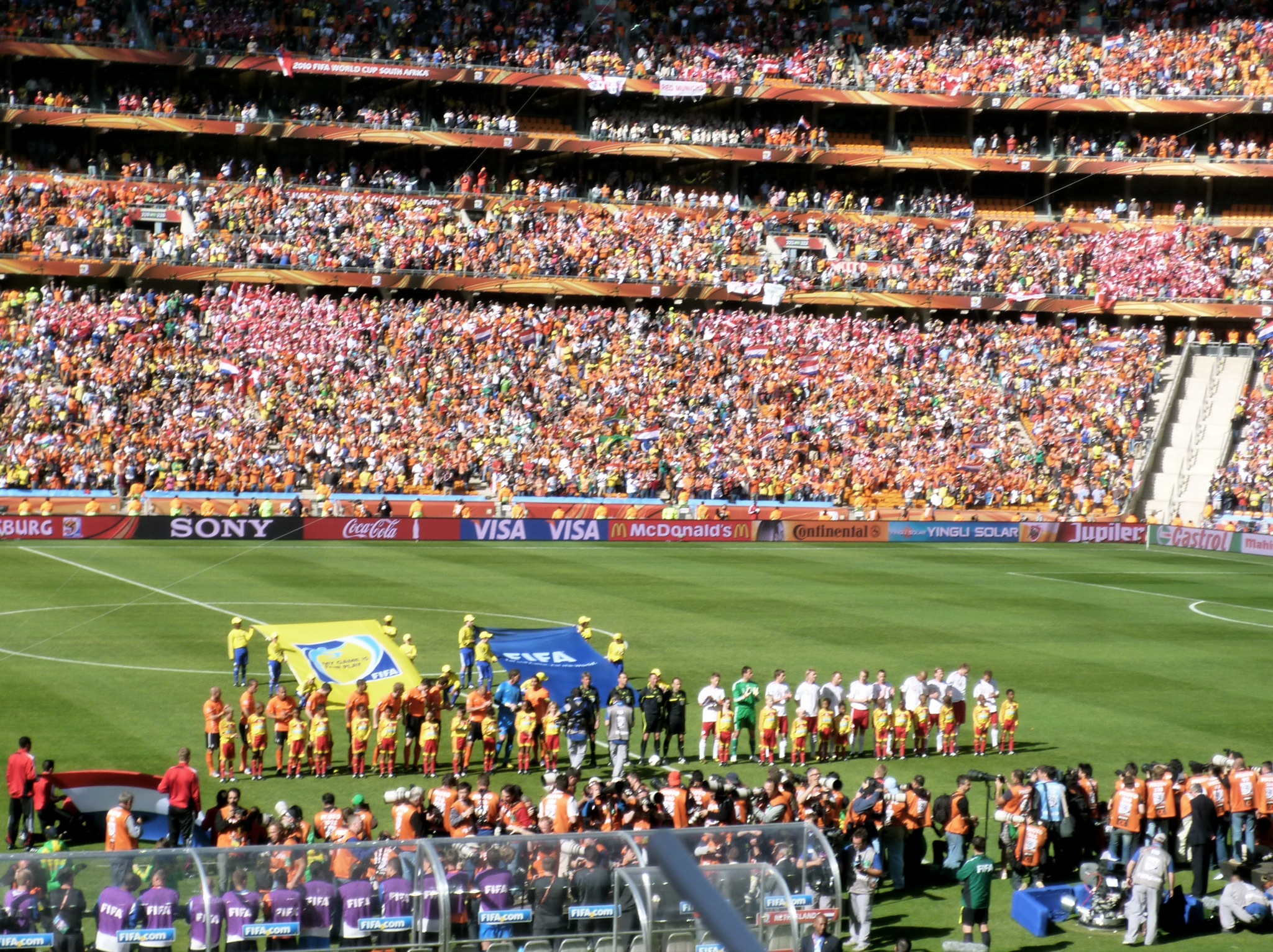
경기를 앞두고 도열한 양팀 선수들

양 팀은 소극적인 경기 운영 끝에 전반전을 무득점으로 마무리하였다. 후반전으로 돌입하면서 다닐 아게르가 이 대회의 첫 자책골을 기록하면서 네덜란드가 앞서 나갔다. 경기 종료를 5분 앞두고 디르크 카위트가 추가골을 넣으며 네덜란드의 승리에 쐐기를 박았다.
| 네덜란드                         | 2 – 0  | 덴마크 |
| -------------------------------- | ------ | ------ |
| 아게르 46′ (자책골) · 카위트 85′ | 리포트 |        |

| 네덜란드 | 덴마크 |

| GK                   | 1  | 마르턴 스테켈렌뷔르흐             |     |     |
| RB                   | 2  | 흐레호리 판 데르 빌               |     |     |
| CB                   | 3  | 욘 헤이팅아                       |     |     |
| CB                   | 4  | 요리스 마테이선                   |     |     |
| LB                   | 5  | 히오바니 판 브론크호르스트 (주장) |     |     |
| CM                   | 6  | 마르크 판 보멀                    |     |     |
| CM                   | 8  | 나이젤 더 용                      | 44′ | 88′ |
| RW                   | 7  | 디르크 카위트                     |     |     |
| AM                   | 10 | 베슬레이 스네이더르               |     |     |
| LW                   | 23 | 라파엘 판 데르 파르트             |     | 67′ |
| CF                   | 9  | 로빈 판 페르시                    | 49′ | 77′ |
| 교체 선수:           |    |                                   |     |     |
| FW                   | 17 | 엘제로 엘리아                     |     | 67′ |
| MF                   | 20 | 이브라힘 아펠라이                 |     | 77′ |
| MF                   | 14 | 데미 더 제이우                    |     | 88′ |
| 감독:                |    |                                   |     |     |
| 베르트 판 마르베이크 |    |                                   |     |     |

| GK          | 1  | 토마스 쇠렌센          |     |     |
| RB          | 6  | 라르스 야콥센          |     |     |
| CB          | 4  | 다닐 아게르            |     |     |
| CB          | 3  | 시몬 키예르            | 63′ |     |
| LB          | 15 | 시몬 포울센            |     |     |
| RM          | 20 | 토마스 에네볼트센      |     | 56′ |
| CM          | 2  | 크리스티안 포울센      |     |     |
| CM          | 12 | 토마스 칼렌베르        |     | 73′ |
| LM          | 10 | 마르틴 예르겐센 (주장) |     |     |
| SS          | 19 | 데니스 로메달          |     |     |
| CF          | 11 | 니클라스 벤트네르      |     | 62′ |
| 교체 선수:  |    |                        |     |     |
| MF          | 8  | 예스페르 그룅키에르    |     | 56′ |
| FW          | 17 | 미켈 베크만            |     | 62′ |
| MF          | 21 | 크리스티안 에릭센      |     | 73′ |
| 감독:       |    |                        |     |     |
| 모르텐 올센 |    |                        |     |     |

| 최우수 선수: 베슬레이 스네이더르 (네덜란드) 부심: 에리크 당솔 (프랑스) 로랑 위고 (프랑스) 대기심: 로베르토 로세티 (이탈리아) 후보 대기심: 파올로 칼카뇨 (이탈리아) |

## 일본 vs 카메룬
일본은 혼다 케이스케의 전반전 선제골로 일찍이 앞서 나갔다. 일본은 카메룬의 파상 공세 속에서 1점차를 잘 지켜내며 첫 경기를 승리로 장식하였다. 이 경기는 일본이 승리한 최초의 FIFA 월드컵 원정 경기이며, 카메룬의 FIFA 월드컵 역사상 최초의 1차전 패배이기도 하다.
| 일본     | 1 – 0  | 카메룬 |
| -------- | ------ | ------ |
| 혼다 39′ | 리포트 |        |

| 일본 | 카메룬 |

| GK            | 21 | 가와시마 에이지        |       |     |
| RB            | 5  | 나가토모 유토          |       |     |
| CB            | 22 | 나카자와 유지          |       |     |
| CB            | 4  | 다나카 마르쿠스 툴리우 |       |     |
| LB            | 3  | 고마노 유이치          |       |     |
| DM            | 2  | 아베 유키              | 90+1′ |     |
| RM            | 8  | 마쓰이 다이스케        |       | 69′ |
| CM            | 18 | 혼다 케이스케          |       |     |
| CM            | 17 | 하세베 마코토 (주장)   |       | 88′ |
| LM            | 7  | 엔도 야스히토          |       |     |
| CF            | 16 | 오쿠보 요시토          |       | 82′ |
| 교체 선수:    |    |                        |       |     |
| FW            | 9  | 오카자키 신지          |       | 69′ |
| FW            | 12 | 야노 기쇼              |       | 82′ |
| MF            | 20 | 이나모토 준이치        |       | 88′ |
| 감독:         |    |                        |       |     |
| 오카다 다케시 |    |                        |       |     |

| GK         | 16 | 술레마누 아미두       |     |     |
| RB         | 19 | 스테판 음비아         |     |     |
| CB         | 3  | 니콜라 은쿨루         | 72′ |     |
| CB         | 5  | 세바스티앵 바송       |     |     |
| LB         | 2  | 브누아 아수-에코토    |     |     |
| RM         | 21 | 조엘 마티프           |     | 63′ |
| CM         | 11 | 장 마쿤               |     | 75′ |
| LM         | 18 | 에용 에노             |     |     |
| RW         | 9  | 사뮈엘 에토 (주장)    |     |     |
| LW         | 13 | 에리크-막생 슈포-모탱 |     | 75′ |
| CF         | 15 | 피에르 웨보           |     |     |
| 교체 선수: |    |                       |     |     |
| MF         | 10 | 아실 에마나           |     | 63′ |
| MF         | 8  | 제레미                |     | 75′ |
| FW         | 17 | 모아마두 이드리수     |     | 75′ |
| 감독:      |    |                       |     |     |
| 폴 르 구앙 |    |                       |     |     |

| 최우수 선수: 혼다 케이스케 (일본) 부심: 베르티누 미란다 (포르투갈) 주제 카르디날 (포르투갈) 대기심: 오스카르 루이스 (콜롬비아) 후보 대기심: 아브라암 곤살레스 (콜롬비아) |

## 네덜란드 vs 일본

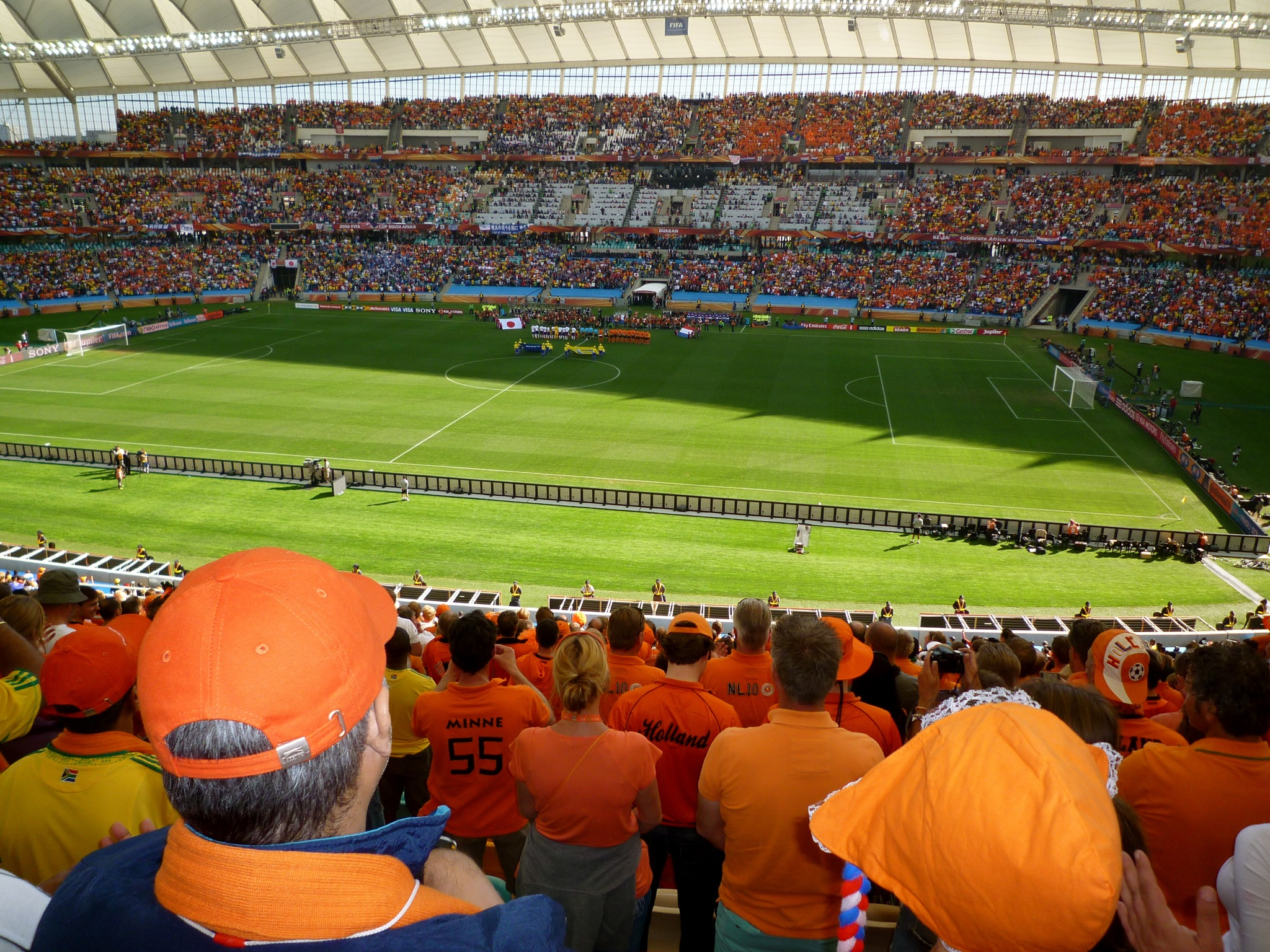
경기를 앞두고 도열한 양팀 선수들

네덜란드는 베슬레이 스네이더르가 첫 득점 기회를 잡았지만, 그의 장거리 프리킥은 골대 높이 벗어났다. 일본은 네덜란드의 패스망을 끊으며 대응했는데, 미드필더 마쓰이 다이스케는 유토 나가토모의 경로를 보조하였고, 나가토모의 슛도 멀리 벗어났다. 압박감을 느낀 네덜란드는 공격수 로빈 판 페르시의 비협조로 고전했다. 전반 종료를 앞두고 일본은 두 번의 득점 기회를 잡았다: 수비수 다나카 마르쿠스 툴리우의 헤딩은 멀리 멋어났고, 마쓰이의 강력한 슛은 골키퍼에 안겨졌다.
후반전에 들어, 판 페르시는 두 번이나 견제를 벗어났다. 52분, 공이 페널티 구역에 들어갔을 때 네덜란드의 9번은 스네이더르에게 공을 넘겼고, 이것이 슛로 이어져, 가와시마 에이지 골키퍼에 굴절되어 골이 되었다. 나카무라 슌스케는 교체 투입되고 나서 5.5미터 구역 안으로 패스를 찔러넣었으나, 판 페르시에 의해 걷혔다. 네덜란드의 교체 선수인 엘제로 엘리아는 이브라힘 아펠라이에게 가와시마 골키퍼와 일대일 상황으로 만들도록 공을 배급했으나, 가와시마가 네덜란드의 추가 득점을 막았다. 경기 종료 1분을 앞두고 오카자키 신지가 9미터 슛을 골대 너머로 날렸다. 얼마 지나지 않아, 나가토모 유토가 네덜란드의 나이젤 더 용에 넘어져 페널티 구역에 넘어져 페널티킥을 요구했지만, 주심이 기각하였다.
결과적으로 네덜란드는 2승을 챙겼고, 이후 벌어진 덴마크와 카메룬간의 경기 결과로 인해 대회 최초의 다음 라운드 진출국이 되었다.
| 네덜란드       | 1 – 0  | 일본 |
| -------------- | ------ | ---- |
| 스네이더르 53′ | 리포트 |      |

| 네덜란드 | 일본 |

| GK                   | 1  | 마르턴 스테켈렌뷔르흐             |     |     |
| RB                   | 2  | 흐레호리 판 데르 빌               | 36′ |     |
| CB                   | 3  | 욘 헤이팅아                       |     |     |
| CB                   | 4  | 요리스 마테이선                   |     |     |
| LB                   | 5  | 히오바니 판 브론크호르스트 (주장) |     |     |
| CM                   | 6  | 마르크 판 보멀                    |     |     |
| CM                   | 8  | 나이젤 더 용                      |     |     |
| RW                   | 7  | 디르크 카위트                     |     |     |
| AM                   | 10 | 베슬레이 스네이더르               |     | 83′ |
| LW                   | 23 | 라파엘 판 데르 파르트             |     | 72′ |
| CF                   | 9  | 로빈 판 페르시                    |     | 88′ |
| 교체 선수:           |    |                                   |     |     |
| FW                   | 17 | 엘제로 엘리아                     |     | 72′ |
| MF                   | 20 | 이브라힘 아펠라이                 |     | 83′ |
| FW                   | 21 | 클라스-얀 휜텔라르                |     | 88′ |
| 감독:                |    |                                   |     |     |
| 베르트 판 마르베이크 |    |                                   |     |     |

| GK            | 21 | 가와시마 에이지        |  |     |
| RB            | 3  | 고마노 유이치          |  |     |
| CB            | 22 | 나카자와 유지          |  |     |
| CB            | 4  | 다나카 마르쿠스 툴리우 |  |     |
| LB            | 5  | 나가토모 유토          |  |     |
| DM            | 17 | 하세베 마코토 (주장)   |  | 77′ |
| CM            | 2  | 아베 유키              |  |     |
| CM            | 7  | 엔도 야스히토          |  |     |
| RW            | 8  | 마쓰이 다이스케        |  | 64′ |
| LW            | 16 | 오쿠보 요시토          |  | 77′ |
| CF            | 18 | 혼다 케이스케          |  |     |
| 교체 선수:    |    |                        |  |     |
| MF            | 10 | 나카무라 슌스케        |  | 64′ |
| FW            | 9  | 오카자키 신지          |  | 77′ |
| FW            | 11 | 다마다 게이지          |  | 77′ |
| 감독:         |    |                        |  |     |
| 오카다 다케시 |    |                        |  |     |

| 최우수 선수: 베슬레이 스네이더르 (네덜란드) 부심: 에르난 마이다나 (아르헨티나) 리카르도 카사스 (아르헨티나) 대기심: 마르틴 한손 (스웨덴) 후보 대기심: 헨리크 안드렌 (스웨덴) |

## 카메룬 vs 덴마크

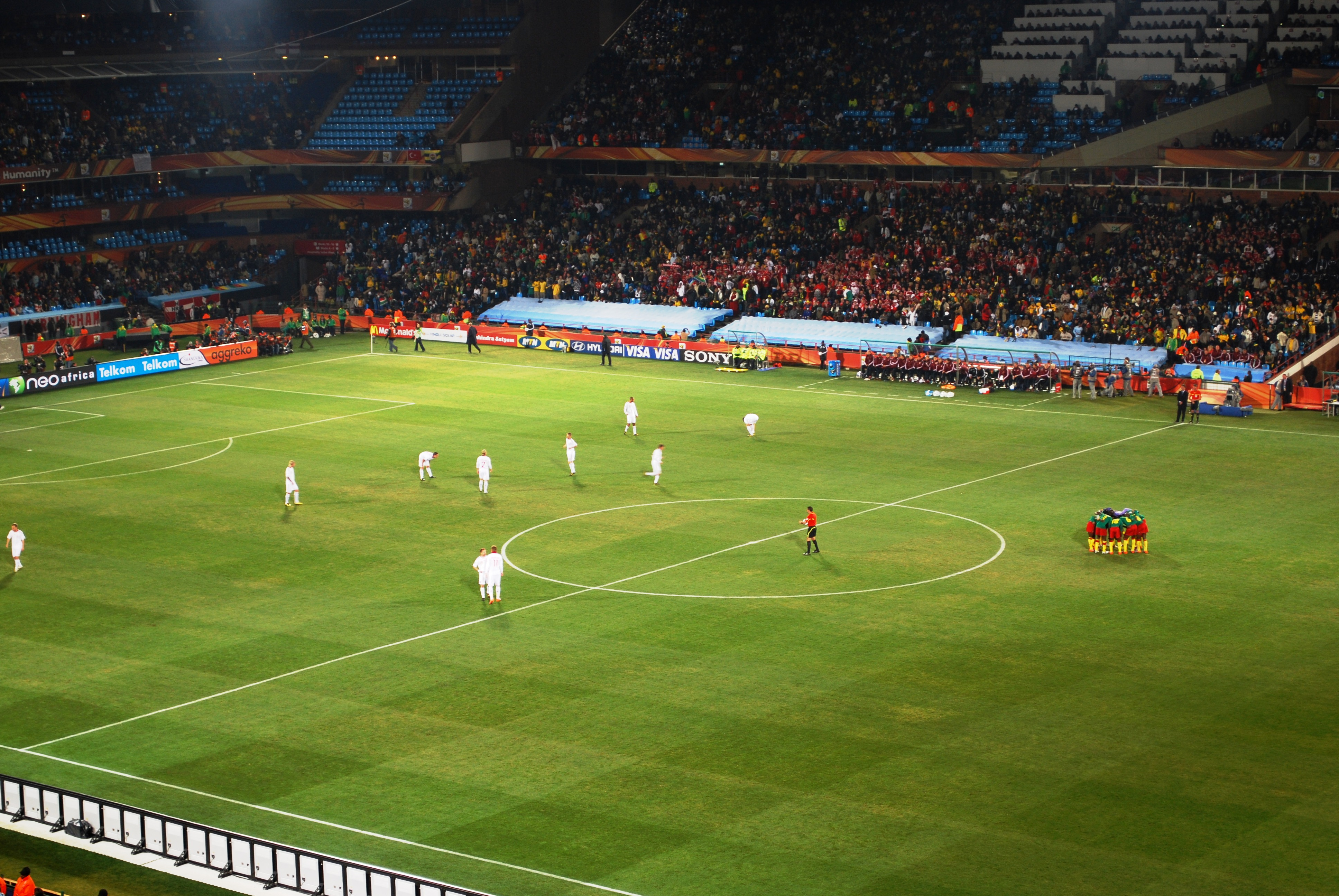
경기를 앞두고 몸을 푸는 양팀 선수들

카메룬이 10분만에 사뮈엘 에토의 선제골로 앞서 나갔다. 이후 32분에 덴마크가 니클라스 벤트네르의 동점골로 승부를 원점으로 돌렸고, 데니스 로메달이 후반전에 결승골을 터뜨려 2-1 역전승을 거두었다. 처음 두 경기에서 모두 패한 카메룬은 이 대회에서 탈락하는 첫 팀으로 기록되는 불명예를 안았다.
| 카메룬   | 1 – 2  | 덴마크                    |
| -------- | ------ | ------------------------- |
| 에토 10′ | 리포트 | 33′ 벤트네르 · 61′ 로메달 |

| 카메룬 | 덴마크 |

| GK         | 16 | 술레마누 아미두    |     |     |
| RB         | 19 | 스테판 음비아      | 75′ |     |
| CB         | 3  | 니콜라 은쿨루      |     |     |
| CB         | 5  | 세바스티앵 바송    | 49′ | 72′ |
| LB         | 2  | 브누아 아수-에코토 |     |     |
| CM         | 8  | 제레미             |     |     |
| CM         | 18 | 에용 에노          |     | 46′ |
| RW         | 6  | 알렉상드르 송      |     |     |
| LW         | 10 | 아실 에마나        |     |     |
| SS         | 15 | 피에르 웨보        |     | 78′ |
| CF         | 9  | 사뮈엘 에토 (주장) |     |     |
| 교체 선수: |    |                    |     |     |
| MF         | 11 | 장 마쿤            |     | 46′ |
| FW         | 17 | 모아마두 이드리수  |     | 72′ |
| FW         | 23 | 뱅상 아부바카르    |     | 78′ |
| 감독:      |    |                    |     |     |
| 폴 르 구앙 |    |                    |     |     |

| GK          | 1  | 토마스 쇠렌센       | 86′ |     |
| RB          | 6  | 라르스 야콥센       |     |     |
| CB          | 3  | 시몬 키예르         | 87′ |     |
| CB          | 4  | 다닐 아게르         |     |     |
| LB          | 15 | 시몬 포울센         |     |     |
| CM          | 2  | 크리스티안 포울센   |     |     |
| CM          | 10 | 마르틴 예르겐센     |     | 46′ |
| RW          | 19 | 데니스 로메달       |     |     |
| AM          | 9  | 욘 달 토마손 (주장) |     | 86′ |
| LW          | 8  | 예스페르 그룅키에르 |     | 67′ |
| CF          | 11 | 니클라스 벤트네르   |     |     |
| 교체 선수:  |    |                     |     |     |
| MF          | 7  | 다닐 옌센           |     | 46′ |
| MF          | 12 | 토마스 칼렌베르     |     | 67′ |
| MF          | 14 | 야코브 포울센       |     | 86′ |
| 감독:       |    |                     |     |     |
| 모르텐 올센 |    |                     |     |     |

| 최우수 선수: 다닐 아게르 (덴마크) 부심: 마우리시오 에스피노사 (우루과이) 파블로 판디뇨 (우루과이) 대기심: 피터 오리어리 (뉴질랜드) 후보 대기심: 브렌트 베스트 (뉴질랜드) |

## 카메룬 vs 네덜란드
앞서 전 라운드에서 네덜란드는 다음 라운드 진출을 확정 지었고, 반대로 카메룬은 탈락을 확정지은 이 대회 최초의 팀들이었다. 다음 라운드에 진출하는 네덜란드는 선발 명단에서 일부 주전 선수들을 벤치에 앉혀놓고 시작했다. 네덜란드는 로빈 판 페르시의 골로 전반전을 앞선 채 마쳤지만, 사뮈엘 에토 후반전 중간쯤에 페널티킥으로 네덜란드가 유리한 위치를 상실했다. 결국 경기는 클라스-얀 휜텔라르가 결승골을 넣는 것으로 끝났다. 네덜란드는 지역 예선에 이어 조별 리그에서도 100%의 승률을 이어나갔다. 반면 카메룬은 역사상 처음으로 승점을 단 1점도 얻지 못한채 탈락하는 불명예를 안았다.

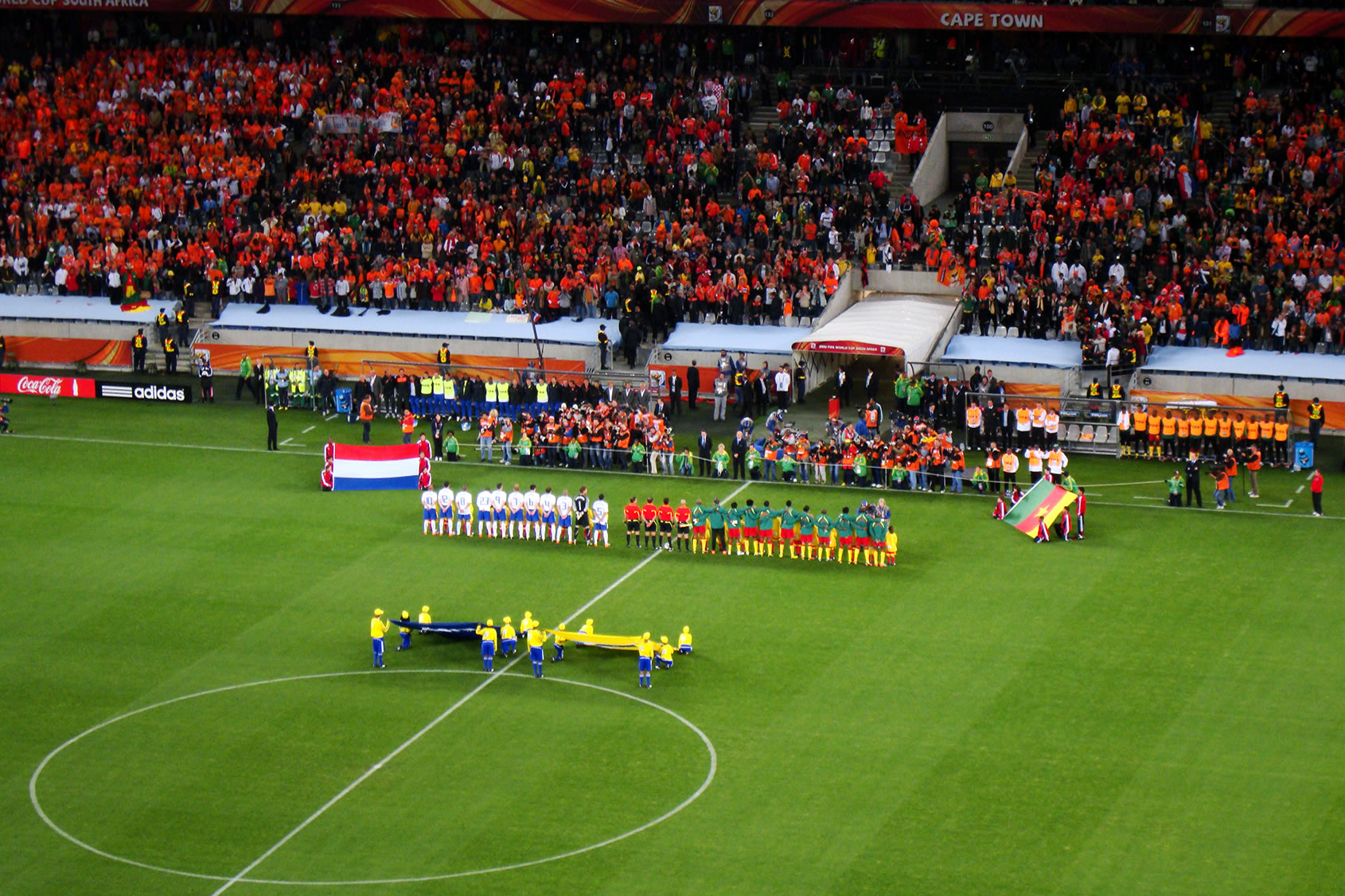
경기를 앞두고 도열한 네덜란드와 카메룬 선수들

| 카메룬              | 1 – 2  | 네덜란드                     |
| ------------------- | ------ | ---------------------------- |
| 에토 65′ (페널티골) | 리포트 | 36′ 판 페르시 · 83′ 휜텔라르 |

| 카메룬 | 네덜란드 |

| GK         | 16 | 술레마누 아미두       |     |     |
| RB         | 8  | 제레미                |     |     |
| CB         | 19 | 스테판 음비아         | 81′ |     |
| CB         | 3  | 니콜라 은쿨루         | 25′ | 73′ |
| LB         | 2  | 브누아 아수-에코토    |     |     |
| CM         | 14 | 오렐리앙 셰주         |     |     |
| CM         | 7  | 랑드리 은게모         |     |     |
| RW         | 11 | 장 마쿤               |     |     |
| LW         | 12 | 가에탕 봉             |     | 56′ |
| CF         | 9  | 사뮈엘 에토 (주장)    |     |     |
| CF         | 13 | 에리크 막생 슈포-모탱 |     | 72′ |
| 교체 선수: |    |                       |     |     |
| FW         | 23 | 뱅상 아부바카르       |     | 56′ |
| FW         | 17 | 모아마두 이드리수     |     | 72′ |
| DF         | 4  | 리고베르 송           |     | 73′ |
| 감독:      |    |                       |     |     |
| 폴 르 구앙 |    |                       |     |     |

| GK                   | 1  | 마르턴 스테켈렌뷔르흐             |     |     |
| RB                   | 12 | 할리드 불라루즈                   |     |     |
| CB                   | 3  | 욘 헤이팅아                       |     |     |
| CB                   | 4  | 요리스 마테이선                   |     |     |
| LB                   | 5  | 히오바니 판 브론크호르스트 (주장) | 70′ |     |
| CM                   | 6  | 마르크 판 보멀                    |     |     |
| CM                   | 8  | 나이젤 더 용                      |     |     |
| RW                   | 7  | 디르크 카위트                     | 17′ | 66′ |
| AM                   | 10 | 베슬레이 스네이더르               |     |     |
| LW                   | 23 | 라파엘 판 데르 파르트             | 65′ | 73′ |
| CF                   | 9  | 로빈 판 페르시                    |     | 59′ |
| 교체 선수:           |    |                                   |     |     |
| FW                   | 21 | 클라스-얀 휜텔라르                |     | 59′ |
| FW                   | 17 | 엘제로 엘리아                     |     | 66′ |
| FW                   | 11 | 아르연 로번                       |     | 73′ |
| 감독:                |    |                                   |     |     |
| 베르트 판 마르베이크 |    |                                   |     |     |

| 최우수 선수: 로빈 판 페르시 (네덜란드) 부심: 프란시스코 몬드리아 (칠레) 파트리시오 바수알토 (칠레) 대기심: 칼릴 알 감디 (사우디아라비아) 후보 대기심: 살레 알 마르주키 (아랍에미리트) |

## 덴마크 vs 일본
일본은 17분에 혼다 케이스케의 직접 프리킥 골로 앞서나가기 시작하였는데, 이는 대회 2호 프리킥 골이다. 덴마크 수문장 토마스 쇠렌센의 왼쪽에 서 있던 그는 강한 힘으로 공을 찼다; 쇠렌센은 공이 벽 너머로 들어오자 처음에 왼쪽으로 움직이다 방향을 바꾸었고, 선방해야 할 시점에 공을 잡아내지 못하였다. 13분 후에 터진 일본의 추가골도 직접 프리킥으로 득점한 것인데, 이번 득점자는 엔도 야스히토였다. 덴마크 문전의 페널티 구역 밖에 섰던 그는 벽을 기준으로 감아찼다. 골대 오른쪽에 서 있던 쇠렌센은 재빠르게 왼쪽으로 움직이지 못했다. 엔도는 후반전에 똑같은 방식으로 한번 더 득점할 뻔 했다. 이번에는 쇠렌센이 공의 궤적을 예측하는대 애로를 겪었고, 마지막 찰나에 간신히 쳐냈는데, 공이 골대를 맞고 나갔다.
덴마크는 다음 라운드 진출을 위해 승리가 필요했기 때문에 공격에 더 치중하였다. 후반 막판, 크리스티안 에릭센이 골대 너머로 쏜 후 쇠렌 라르센이 골대를 강타하였다. 덴마크는 82분이 되어서야 만회골을 득점할 수 있었다. 하세베 마코토가 다닐 아게르를 페널티 구역에서 넘으뜨린 것으로 판정이 났고, 덴마크는 페널티킥 기회를 잡았다. 욘 달 토마손이 주자로 나섰고 가와시마 에이지가 잡았지만, 공이 토마손 앞으로 다시 튀어나갔고, 다시 토마손이 슛을 쏘아 득점하였다. 일본은 87분에 3번째 골을 득점하였다. 혼다가 페널티 구역으로 공을 끌고가 슛을 쏠 기회를 만들고 쇠렌센의 끌었지만, 혼다가 교체로 들어간 오카자키 신지에게 공을 넘겨 빈 골망으로 공을 집어넣게 했다.
이 경기는 일본이 원정 FIFA 월드컵에서 거둔 두번째 승리이며, 유럽팀에 승리한 역대 두번째 경기이기도 했다. 일본은 승점 6점으로 조 2위를 차지하였고, 역사상 두번째로 조별 리그를 통과했고, 원정 무대에서는 이름 처음으로 달성했다. 덴마크는 승점 3점으로 조 3위를 차지하였다. 덴마크는 FIFA 월드컵 역사상 처음으로 조별 리그를 통과하는데 실패하였다.
| 덴마크     | 1 – 3  | 일본                               |
| ---------- | ------ | ---------------------------------- |
| 토마손 81′ | 리포트 | 17′ 혼다 · 30′ 엔도 · 87′ 오카자키 |

| 덴마크 | 일본 |

| GK          | 1  | 토마스 쇠렌센       |     |     |
| RB          | 6  | 라르스 야콥센       |     |     |
| CB          | 4  | 다닐 아게르         |     |     |
| CB          | 13 | 페르 크뢸루프       | 29′ | 56′ |
| LB          | 15 | 시몬 포울센         |     |     |
| DM          | 2  | 크리스티안 포울센   | 48′ |     |
| RM          | 10 | 마르틴 예르겐센     |     | 34′ |
| LM          | 12 | 토마스 칼렌베르     |     | 63′ |
| AM          | 9  | 욘 달 토마손 (주장) |     |     |
| AM          | 19 | 데니스 로메달       |     |     |
| CF          | 11 | 니클라스 벤트네르   | 66′ |     |
| 교체 선수:  |    |                     |     |     |
| MF          | 14 | 야코브 포울센       |     | 34′ |
| FW          | 18 | 쇠렌 라르센         |     | 56′ |
| MF          | 21 | 크리스티안 에릭센   |     | 63′ |
| 감독:       |    |                     |     |     |
| 모르텐 올센 |    |                     |     |     |

| GK            | 21 | 가와시마 에이지        |     |       |
| RB            | 3  | 고마노 유이치          |     |       |
| CB            | 22 | 나카자와 유지          |     |       |
| CB            | 4  | 다나카 마르쿠스 툴리우 |     |       |
| LB            | 5  | 나가토모 유토          | 26′ |       |
| DM            | 2  | 아베 유키              |     |       |
| CM            | 8  | 마쓰이 다이스케        |     | 74′   |
| CM            | 7  | 엔도 야스히토          | 12′ | 90+1′ |
| RW            | 17 | 하세베 마코토 (주장)   |     |       |
| LW            | 16 | 오쿠보 요시토          |     | 88′   |
| CF            | 18 | 혼다 케이스케          |     |       |
| 교체 선수:    |    |                        |     |       |
| FW            | 9  | 오카자키 신지          |     | 74′   |
| DF            | 15 | 곤노 야스유키          |     | 88′   |
| MF            | 20 | 이나모토 준이치        |     | 90+1′ |
| 감독:         |    |                        |     |       |
| 오카다 다케시 |    |                        |     |       |

| 최우수 선수: 혼다 케이스케 (일본) 부심: 에노크 몰레페 (남아프리카 공화국) 셀레스틴 은타군지라 (르완다) 대기심: 마르틴 한손 (스웨덴) 후보 대기심: 헨리크 안드렌 (스웨덴) |

## 같이 보기
- 일본의 FIFA 월드컵 성적